# Seznam skladeb pro violoncello

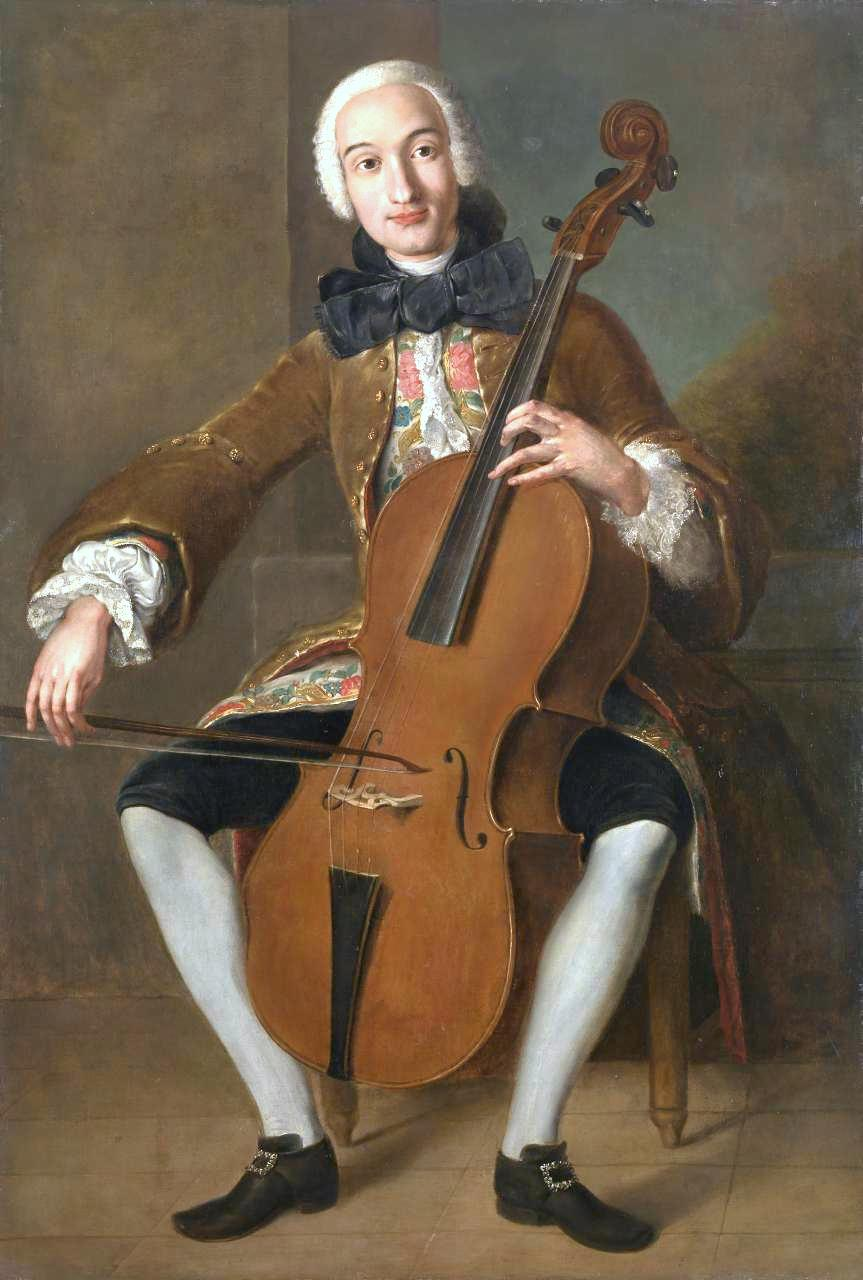
Luigi Boccherini hrající na violoncello. Autor Pompeo Batoni, asi 1764-1767

Toto je neúplný seznam významných skladeb pro violoncello.

## Seznam
- Johann Sebastian Bach: 3 sonáty, 6 suit pro sólové violoncello
- Samuel Barber: Violoncellový koncert, Sonáta
- Jean-Baptiste Barriere: 6 violoncello sonát
- Ludwig van Beethoven: Trojkoncert, sonáty, variace
- Ernest Bloch: Schelomo
- Luigi Boccherini: Koncerty a sonáty pro violoncello
- Johannes Brahms: Dvojkoncert pro housle a violoncello a moll, Sonáty – e moll a F dur
- Benjamin Britten: Symfonie pro violoncello a orchestr, Sonáta
- Antonio Caldara: Koncert d moll - Concerto per camera a violoncello solo con 2 violini e basso continuo, 16 sonát
- Petr Iljič Čajkovskij: Variace na rokokové téma, Pezzo capriccioso
- Boris Čajkovskij: Violoncellový koncert
- Claude Debussy: Sonáta d moll
- Justus Johann Friedrich Dotzauer: Etudy
- Antonín Dvořák: 2 violoncellové koncerty – č. 1 A dur a č. 2 h moll, Rondo, Polonéza A dur, Klid lesa;
- Edward Elgar: Violoncellový koncert e moll
- Philip Glass: Violoncellový koncert
- Georg Goltermann: Několik koncertů, Capriccio, instruktivní skladby
- Joseph Haydn: 6 violoncellových koncertů (dochovaly se 4)
- Aram Chačaturjan: Koncert, Rapsodie-koncert, Sonáta
- Leoš Janáček: Pohádka, Presto
- Zoltán Kodály: Sonáty
- Irena Kosíková: 7 svící pro violoncello a smyčcový orchestr (2006), MAKANNA pro balet, recitaci, violoncello a smyčcový orchestr (2010)
- Julius Klengel: violoncellový koncert a moll, d moll, Variace, Suity, Capriccia, Serenády
- Édouard Lalo: Violoncellový koncert d moll
- György Ligeti: Sonáta pro violoncello sólo
- Witold Lutosławski: Violoncellový koncert
- Benedetto Marcello: 6 sonát
- Bohuslav Martinů: Dva koncerty, 3 sonáty, 2 variace ad.
- Darius Milhaud: 2 koncerty, sonáta
- Georg Matthias Monn: Koncert D dur
- Krzysztof Penderecki: 2 koncerty, Sonáta pro violoncello a orchestr
- Alfredo Carlo Piatti: Capriccia pro violoncello sólo, koncertní skladby
- David Popper: Etudy, koncertní skladby, koncerty
- Francis Poulenc: Sonáta
- Sergej Prokofjev: Symfonie-koncert, Koncert e moll, Sonáta C dur
- Sergej Rachmaninov: Sonáta
- Camille Saint-Saëns: Violoncellový koncert a moll, Labuť (Karneval zvířat)
- Alfred Schnittke: 2 koncerty
- Robert Schumann: Violoncellový koncert a moll
- Vladimír Sommer: Violoncellový koncert
- Dmitrij Šostakovič: Violoncellový koncert č.1 a č.2, Sonáta d moll
- Georg Philip Telemann: Sonáty
- Antonio Vivaldi: Koncerty, 2 dvojkoncerty a 9 sonát